# Tuhala (rivière)
Ne doit pas être confondu avec Tuhala.
Tuhala est une rivière du nord de l'Estonie. 

## Présentation
Elle se jette dans la rivière Pirita et sa longueur totale est de 26 km. Son bassin est de 112 km2. 
Elle traverse le village de Tuhala.